# Mumbai FC
Mumbai FC is een Indiase voetbalclub uit Mumbai.